# 圣阿维弗朗达
圣阿维弗朗达（法語：Saint-Avit-Frandat，法語發音：[sɛ̃.t‿avi fʁɑ̃da]）是法国热尔省的一个市镇，位于该省北部偏东，属于孔东区和热尔洛马涅市镇公共社区。

## 地理
圣阿维弗朗达（43°58'40"N, 0°39'7"E）面积7.55 平方千米，位于法国奧克西塔尼大區热尔省，该省份为法国西南部内陆省份，北起顺时针与洛特-加龙省、塔恩-加龙省、上加龙省、上比利牛斯省、大西洋比利牛斯省和朗德省接壤。
与圣阿维弗朗达接壤的市镇（或旧市镇、城区）包括：卡斯泰拉-莱克图鲁瓦、莱克图尔、圣梅尔、桑佩塞尔。
圣阿维弗朗达的时区为UTC+01:00、UTC+02:00（夏令时）。

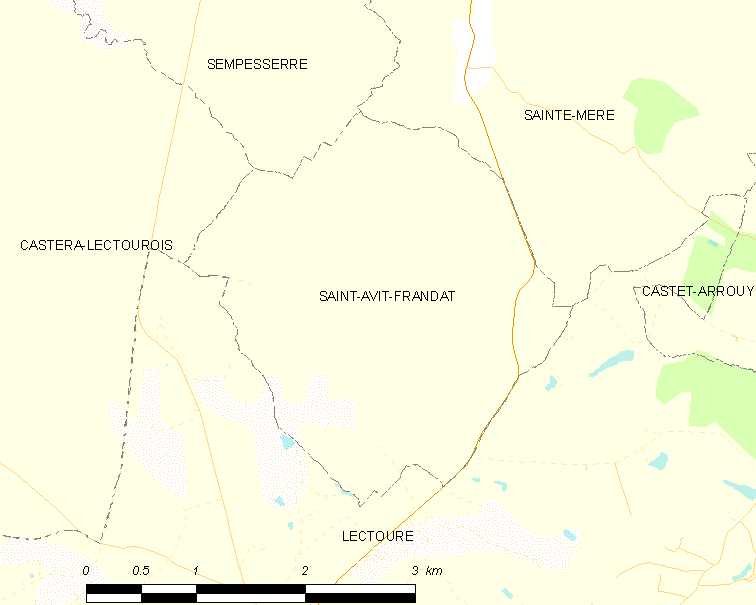
圣阿维弗朗达的OSM定位图

## 行政
圣阿维弗朗达的邮政编码为32700，INSEE市镇编码为32364。

## 政治
圣阿维弗朗达所属的省级选区为莱克图尔-洛马涅县。

## 交通
法国国道N21线经过圣阿维弗朗达境内东部。

## 人口

1962-2008年间圣阿维弗朗达人口变化图示

圣阿维弗朗达于2022年1月1日时的人口数量为97人。